# Mèo túi phía Bắc
Mèo túi phía bắc (Dasyurus hallucatus) là một loài động vật có vú trong họ Dasyuridae, bộ Dasyuromorphia. Loài này được Gould mô tả năm 1842.

## mô tả
Mèo túi phía bắc là loài mèo túi nhỏ nhất của lục địa Úc. Con cái trưởng thành có trọng lượng từ 350-690 gram và con đực trưởng thành 540-1120g. Chiều dài cơ thể từ 270–370 mm với con đực trưởng thành và 249–310 mm với con cái trưởng thành. Chiều dài đuôi từ 202–345 mm.

## Lối sống
Mèo túi phía bắc sống từ khu vực Pilbara của Tây Úc trên lãnh thổ phía Bắc đến phía đông bắc Queensland. Chúng sống tập trung trong các dãy núi đá và rừng bạch đàn.
Mèo túi phía bắc là động vật ăn thịt hung dữ. Chúng ăn chủ yếu động vật không xương sống, nhưng cũng tiêu thụ một loạt các vật có xương sống bao gồm cả động vật có vú nhỏ, chim, thằn lằn, rắn và ếch. Trong tự nhiên, con đực sống khoảng một năm, trong khi con cái có thể sống đến ba tuổi.

## Sinh sản
Một đặc điểm đáng chú ý của loài này là những con đực chết hàng loạt sau khi giao phối, để con cái nuôi con một mình. Con cái có thể sinh ra nhiều hơn tám con non, nhưng chỉ có 8 núm vú, vì vậy các con non phải cạnh tranh để tồn tại. Con cái sinh con trong tháng Bảy hoặc tháng Tám.

## Hình ảnh

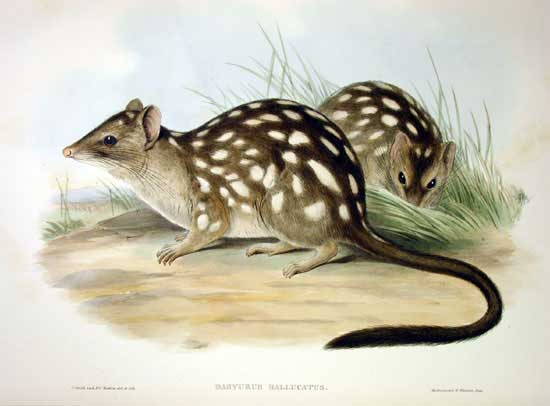
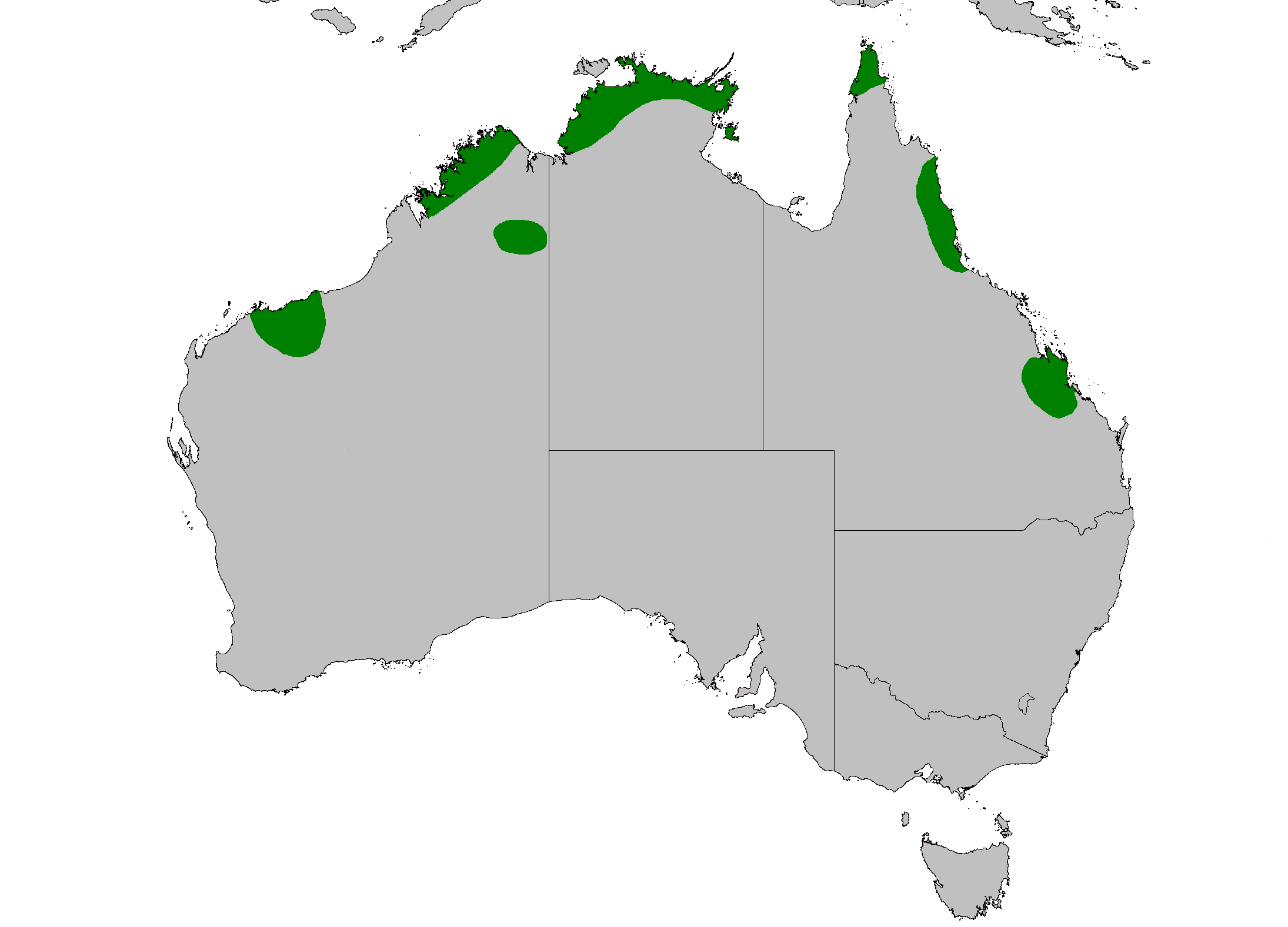
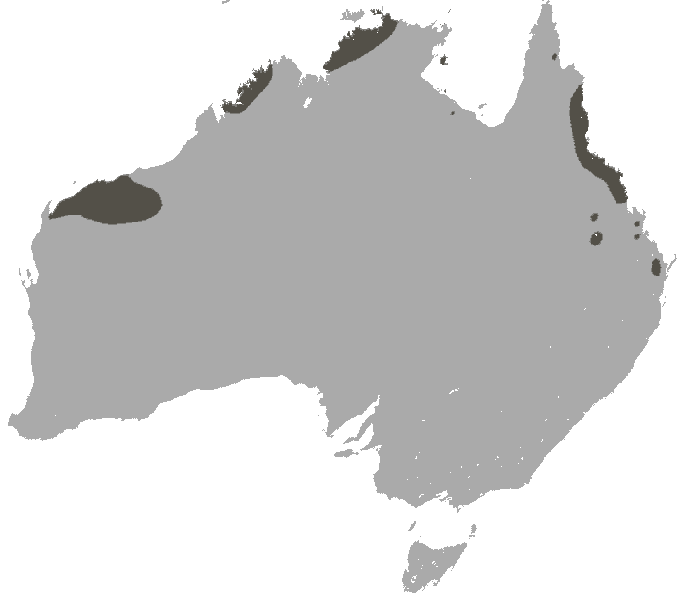
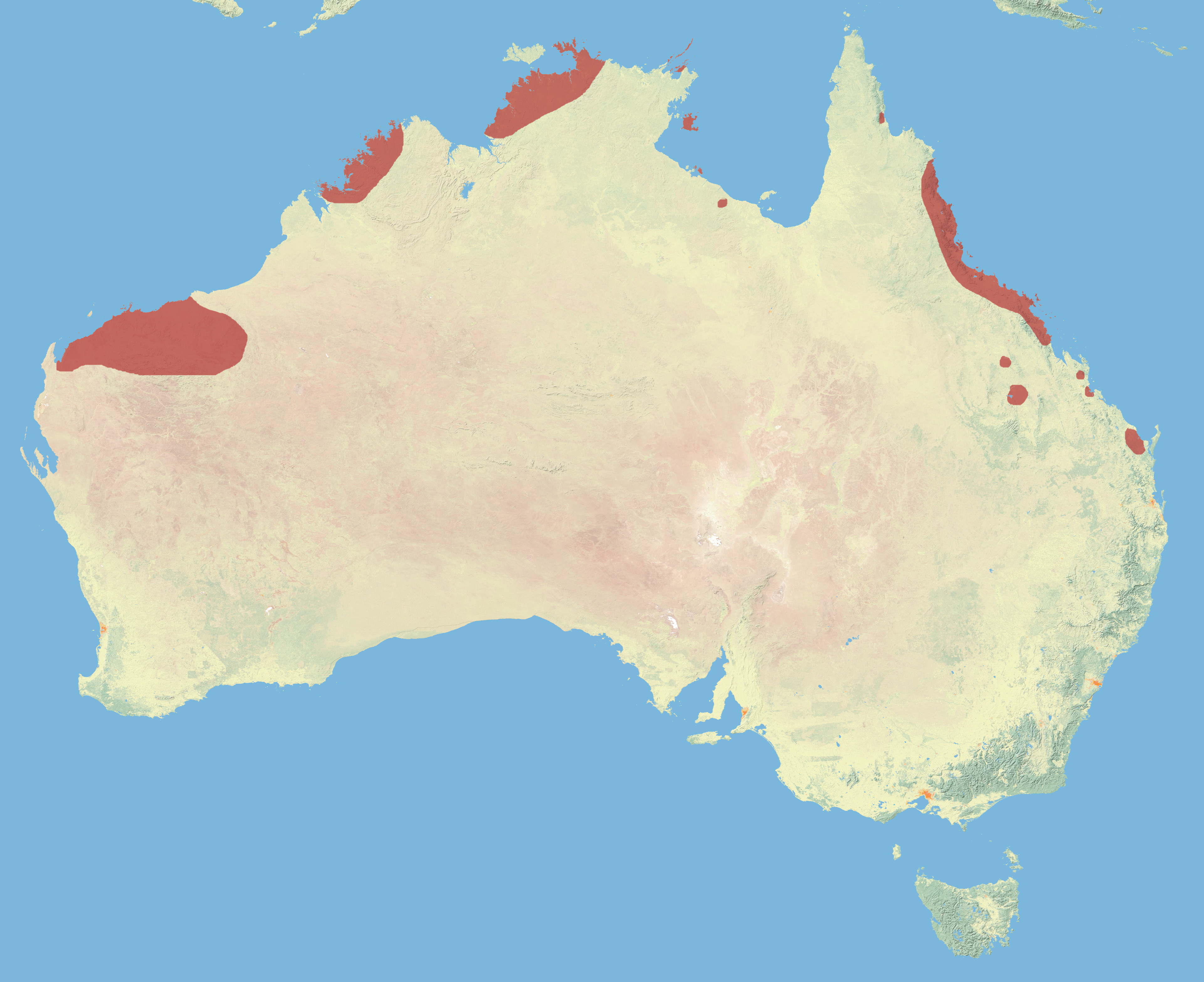